# Vynálezce, jenž spadl z nebe
Vynálezce, jenž spadl z nebe (v anglickém originále The Musk Who Fell to Earth) je 12. díl 26. řady (celkem 564.) amerického animovaného seriálu Simpsonovi. Scénář napsal Neil Campbell a díl režíroval Matthew Nastuk. V USA měl premiéru dne 25. ledna 2015 na stanici Fox Broadcasting Company a v Česku byl poprvé vysílán 1. července 2015 na stanici Prima Cool.

## Děj
Elon Musk přistane se svou kosmickou lodí Dragon 2 na dvorku Simpsonových. Když s nimi večeří, Marge se zeptá, proč je Musk ve Springfieldu. Ten jí odpoví, že důvodem jeho pobytu ve Springfieldu je hledání inspirace. Poté ho Homer pozve, aby se s ním vydal do elektrárny. Druhý den během jízdy autem do elektrárny Elon zjistí, že Homer je zdrojem nových nápadů na vynálezy, protože jeho „homerství“ (podle slov Lízy) ho rychle inspiruje. V elektrárně Elon svým návrhem inspiruje pana Burnse k instalaci magnetohydrodynamického generátoru do elektrárny. Burns se setká přímo s Muskem a pokusí se ho zaměstnat, ale Elon nabídku odmítne, protože mu k Burnsovu překvapení nejde o peníze. 
Musk a Burns oznámí městu, že elektrárna vymyslela nové plány pro elektrické potřeby města (například Willieho točící se kolo, Springfieldský hyperloop a Muskův nejnovější projekt, Glayvinator). Přestože město nad tím jásá, Smithers zůstává vůči Elonu Muskovi nedůvěřivý. Je také oznámeno, že Elon vynalezl pro Springfield značku samořiditelných vozidel. Bart se vplíží do rodinného auta, aby vypnul režim automatické jízdy, k čemuž potřebuje Muskovo hlavní heslo. Spolu s Lízou se v autě vydají na projížďku, při níž skončí u elektrárny, kde dojde k dalšímu Muskovu oznámení – prozradí, že město v současné době prodělává zhruba 50 milionů dolarů za čtvrtletí, což Burnse velmi vyděsí. Musk Burnsovi vysvětlí, že pravým záměrem bylo zachránit Zemi. Díky Muskovi Burns oznámí svým zaměstnancům, že dojde k masivnímu propouštění. Burns se poté omluví zraněnému Smithersovi za to, že na něj přiměl zaútočit psy (místo aby se omluvil za to, že Smithersovi nevěřil v jeho skutečném podezření vůči Muskovi), a prozradí mu svůj plán na jeho zabití. Homer je však naštvaný, protože celou eskapádu, která vedla k tomu, že Burns nezaměstnal Lennyho, Carla a další zaměstnance elektrárny, způsobil jeho bývalý přítel Musk. Marge mu poradí, aby se s Muskem jemně rozešel. 
Druhý den, když Elon probírá s Homerem své nápady na vynálezy, se ho Burns pokusí zavraždit. Přestože kulka omylem zamíří do Homera, Musk ho zachrání. Homer mu vděčně poděkuje, ale přizná Muskovi, že se s ním chce rozejít jako nejlepší přátelé. Na to se oba naposledy obejmou a naposledy se Homerem inspirují: řekne Muskovi, že malý delfín na helmě týmu Miami Dolphins má také helmu. Rodina Simpsonových se loučí s Muskem, když nastupuje do své rakety do vesmíru. Vrátí se ovšem, aby vrátil Lízu, která se pokusila do rakety nastoupit jako černý pasažér. Aby Líze vynahradil její smutek, daruje rodině futuristickou ptačí budku. Elon poté odlétá a prohlašuje, že některé věci mu budou chybět – například Homerovy poslední myšlenky na něj –, když se bude vznášet tichou, nehybnou černotou vesmíru.

## Produkce
Epizodu napsal Neil Campbell, scenárista na volné noze, a hostuje v ní Elon Musk jako on sám. Výkonný producent Al Jean prohlásil, že se snažili, aby díl nebyl „líbivým“ hostováním hvězdy, a že epizoda obsahuje mnoho narážek na Muskův domnělý egoismus. Musk byl fanouškem seriálu, který sledoval už od dob studií na univerzitě. V seriálu hostoval proto, že měl s výkonným producentem Jamesem L. Brooksem schůzku, po níž byl Brooks přesvědčen, že chce v seriálu mít fiktivní verzi Muska. Závěrečnou znělkou dílu je píseň „Starman“ od Davida Bowieho, později spojená s Muskovým startem Falconu Heavy v roce 2018.

## Přijetí
Díl sledovalo 3,29 milionu diváků, čímž se stal nejsledovanějším pořadem na stanici Fox.
Dennis Perkins z The A.V. Clubu udělil epizodě hodnocení C, když řekl: „Díl se odehrává spíše jako milostný dopis Muskovi než jako správná epizoda Simpsonů. Vypadá to, jako kdyby se nějací scenáristé Simpsonových setkali s Muskem na přednášce TEDu, byli okouzleni, když zjistili, že Musk je jejich fanoušek, a předali mu díl seriálu. Což by nebyl takový problém, kdyby byla epizoda dobře promyšlená a vtipná, Musk byl poutavý komik nebo kdyby Simpsonovi nebyli ve svém vlastním seriálu odsunuti do vedlejší role.“.